# Невена
Невена је српско женско име. Настало је по цвету невену. Тај цвет је јако лековит па се име даје да би призивало здравље. Име је настало и од одричног обика глагола венути - не венути, што значи: она која не вене, односно вечно млада. Такође, име представља израз родитељске жеље да дете буде нежно и префињено.